# ルキナ (小惑星)
ルキナ (146 Lucina) は、小惑星帯に位置する比較的大きくて暗い小惑星の一つ。C型小惑星に分類され、主として炭素化合物よりなる暗い表面を持つ。
1875年6月8日にフランスの天文学者、アルフォンス・ルイ・ニコラ・ボレリーによりマルセイユで発見され、ローマ神話の誕生の女神ルキナにちなんで命名された。
1982年、1989年、2005年、2009年の少なくとも4度（うち3回目は日本、4回目は香港で）掩蔽が観測され、1982年の時に6km程度の小さな衛星の存在する可能性が指摘された。2003年には天文学的観測によって、衛星の存在についてのさらなる証拠が示された。